# François Mathy
François Mathy (Brussel, 31 december 1944) is een voormalig Belgisch ruiter. 

## Levensloop
Op de Olympische Spelen in 1976 behaalde hij twee bronzen medailles met zijn paard 'Gai Luron' (V. Flügel van la Roche). Eén op de jumping en één op de jumping per ploeg samen met Edgard-Henri Cuepper, Stanny Van Paesschen en Eric Wauters. Vier jaar eerder nam hij ook deel aan de Olympische spelen in München.
Mathy zijn zoon François Mathy junior is een professioneel ruiter.